# Oksana Iwanowna Neupokojewa
Oksana Iwanowna Neupokojewa (russisch Оксана Ивановна Неупокоева; * 14. Januar 1976 im Dorf Stoiba, Region Krasnojarsk) ist eine russische Biathletin.
Oksana Neupokojewas erster Start bei einem Großereignis erfolgte bei den Weltmeisterschaften im Sommerbiathlon 2003 in Forni Avoltri, wo die Russin mit der Staffel die Silbermedaille gewann. 2002 gewann sie in Osrblie erneut Silber mit der Staffel, zudem Silber im Sprint hinter Wolha Nasarawa und kam im Massenstart auf Platz vier sowie in der Verfolgung auf Platz sechs.
Im Winterbiathlon wurde Neupokojewa bei der Europameisterschaft 2004 in Minsk 31. im Einzel, 2005 kam sie in Nowosibirsk auf den 14. Platz. Zudem trat sie seit 2005 mehrfach im Biathlon-Europacup an und erreichte häufig gute Platzierungen. Seit der Saison 2007/08 startet Neupokojewa im Biathlon-Weltcup. Schon im ersten Rennen wurde sie 32. im Einzel und verpasste ihre ersten Punkte nur um zwei Plätze. Wenig später gewann sie als 15. im Sprint von Pokljuka erste Punkte und kam zudem mit der russischen Staffel auf Platz zwei. Beim Weltcup in Pyeongchang erreichte Neupokojewa mit Platz 6 im Sprint und Platz 8 in der Verfolgung erstmals die Top 10. Bei den Weltmeisterschaften 2008 gewann die Russin Bronze mit der Mixed-Staffel.

## Biathlon-Weltcup-Platzierungen
Die Tabelle zeigt alle Platzierungen (je nach Austragungsjahr einschließlich Olympische Spiele und Weltmeisterschaften).
- 1.–3. Platz: Anzahl der Podiumsplatzierungen
- Top 10: Anzahl der Platzierungen unter den ersten zehn (einschließlich Podium)
- Punkteränge: Anzahl der Platzierungen innerhalb der Punkteränge (einschließlich Podium und Top 10)
- Starts: Anzahl gelaufener Rennen in der jeweiligen Disziplin
- Staffel: inklusive Mixed- und Single-Mixed-Staffeln

| Platzierung                      | Einzel | Sprint | Verfolgung | Massenstart | Staffel | Gesamt |
| -------------------------------- | ------ | ------ | ---------- | ----------- | ------- | ------ |
| 1. Platz                         |        |        |            |             |         |        |
| 2. Platz                         |        |        |            |             | 1       | 1      |
| 3. Platz                         |        |        |            |             | 2       | 2      |
| Top 10                           |        | 1      | 1          |             | 4       | 6      |
| Punkteränge                      | 2      | 10     | 6          | 1           | 4       | 23     |
| Starts                           | 5      | 13     | 7          | 1           | 4       | 30     |
| Stand: nach der Saison 2009/2010 |        |        |            |             |         |        |